# Лакатнишка протелсония
Лакатнишките протелсонии (Protelsonia lakatnicensis) са вид висши ракообразни от семейство Stenasellidae.
Ендемит са за България. Таксонът е описан за пръв път от Иван Буреш през 1962 година, като е открит е в пещерата Темната дупка и е наречен на близкото село Лакатник, Врачанско.
Видът е включен в Червената книга на Република България като критично застрашен.